# Croton robustior
Croton robustior är en törelväxtart som först beskrevs av Lyman Bradford Smith och Robert Jack Downs, och fick sitt nu gällande namn av Radcl.-sm. och Rafaël Herman Anna Govaerts. Croton robustior ingår i släktet Croton och familjen törelväxter. Inga underarter finns listade i Catalogue of Life.